# SEO-спеціаліст
SEO-спеціаліст (англ. Search Engine Optimization Specialist) — фахівець, що виконує внутрішню і зовнішню оптимізацію сайту з метою підвищення позиції сайту в списку сторінок, знайдених пошуковими системами за конкретними запитами.

## Історія
У 1997—1999 роки, в період зародження пошукових машин, технологія обміну посиланнями вважалася одним із способів залучення відвідувачів на сайт. SEO-фахівці займалися тим, що додавали сайти в пошуковики. Однак, з часом кількість обмінних посилань стала такою великою, що на сайтах почали з'являтися каталоги таких посилань. Це призвело до того, що трафік з таких каталогів різко впав, оскільки при роботі з пошуковою системою користувачі шукають сайти, що містять запитувану інформацію, а не посилання. Тому, відвідуваність каталогів посилань і перехід відвідувачів за ними стала мізерною. Єдиною метою розміщення посилань в таких каталогах стало підвищення позиції сайту в списку сторінок, знайдених пошуковими системами.
Один із зовнішніх факторів ранжування сайтів — це посилання на сайт. Однак, оскільки таких посилань стало дуже багато і вони не несли корисної інформації, пошукові системи знизили їх значущість при обрахунках рейтингу сторінок. Зниження ефективності обмінних і каталожних посилань призвело до виникнення нового способу просування сайтів — написання і публікація статей. Це в свою чергу породило розгалуження професії SEO-спеціаліст на: SEO-оптимізатора, SEO-копірайтера і SEO-рерайтера.
- SEO-копірайтер — спеціаліст з написання унікальних і активних текстів для сайтів на основі семантичного ядра з використанням правильного HTML-форматування. Зазвичай також може виконувати функції SEO-рерайтера.
- SEO-рерайтер — спеціаліст по переробці існуючих (чужих) текстів для сайтів під їх семантичні ядра з використанням правильного HTML-форматування.
- SEO-оптимізатор  — спеціаліст з оптимізації коду і контенту сайту відповідно до вимог пошукових систем. Результатом роботи оптимізатора є прискорення завантаження сторінки, правильне написання заголовків і службових позначок, оптимальне структурування тексту під пошукову систему, логічна внутрішня перелінковка сторінок сайту, збільшення кількості ключових слів та їх позицій, зростання трафіку та конверсій. Співпрацює та ставить технічне завдання програмісту, дизайнеру, копірайтеру, рерайтеру, лінкбілдеру.
- Лінкбілдер  — спеціаліст, що займається побудовою профілю зовнішніх посилань для сайту. Його обов'язки — це нарощування посилальної маси сайту і забезпечення його необхідною кількістю якісних посилань. Якісними посиланнями вважаються ті, що відповідають тематиці та регіону сайту, мають високі показники трафіку та інші метрики з низькими або помірними показниками спамності.

## Професійні терміни
- Внутрішня оптимізація сайту — комплекс робіт по сайту, що впливають на підвищення релевантності сайту конкретним пошуковим запитам: приведення тексту і розмітки сторінок у відповідність з обраними запитами, поліпшення якості і кількості тексту на сайті, стилістичне оформлення тексту (заголовки, жирний шрифт), коригування та поліпшення структури і навігації, використання внутрішніх посилань.
- Зовнішня оптимізація — робота з зовнішніми посиланнями на просувний сайт. Це комплекс заходів для підвищення і стимулювання посилання на ресурс: тематичний обмін посиланнями, реєстрація в каталогах, покупка посилань через спеціальні системи і вручну через вебмайстрів, розміщення посилань на ресурсах компанії, розміщення прес-релізів, статей з посиланням на сайт, що просувається.
- Унікальний текст — текст, який не був раніше використаний на інших сайтах і на конкретному ресурсі з'являється вперше.
- Рерайтинг (переписування) — текст, написаний (переписаний) своїми словами на основі тексту (контенту), взятого з інших джерел.
- Текст, що «продає» — спеціальним чином написаний рекламний текст з метою залучення інтересу читача до пропонованого товару або послуги з подальшим бажанням придбати товар або скористатися послугою.
- LSI-копірайтинг (приховане семантичне індексування) — метод для покращення розпізнавання тексту пошуковими системами. Заснований на зміні семантики слів відповідно до контексту. Його появі сприяли алгоритми Google, які зводили нанівець звичні маніпуляції seo-оптимізаторів. 2011 року з'явився алгоритм «Панда» від Гугл, який оцінював рівень залученості відвідувачів сайту в знайомство з контентом, і це дозволило очистити видачу від текстів, написаних тільки заради ключової фрази.
- Семантичне ядро сайту (СЯ) — список слів або словосполучень, що найбільш повно й точно описують зміст сайту. Такі слова або словосполучення називаються пошуковими запитами. За ними здійснюється просування сайту і вони часто є тими словосполученнями, які користувач вводить для пошуку такого товару.
- Правильне HTML-форматування — це форматування з використанням HTML для покращення ранжування ресурсу пошуковою системою.
- Ранжування — процес сортування знайдених пошуковими системами сторінок таким чином, щоб на початку списку результатів виявилися посилання на сторінки, найбільш відповідні (релевантні) пошуковому запиту. Алгоритм ранжування сторінок у пошукових систем є мінливим непублічним.
- Індексація — обхід роботами пошукових систем сайтів, і внесення їх до бази пошукових машин. Інформація про сайт і про сторінки сайту (посилання, зображення, тексти, відео та інше …) заноситься у бази пошукових систем і стає доступною для користувачів пошукових сервісів.
- SERP (Search Engine Result Page) — видача, результати пошуку. Сторінка результатів пошуку (видачі) пошукової системи.
- Релевантність — семантична відповідність пошукового запиту і пошукового образу документа.
- Лінкбілдінг — нарощування кількості зовнішніх посилань на сайт. Зовнішніми або зворотніми називаються посилання з інших сайтів.